# Refojos de Basto
Refojos de Basto é uma povoação portuguesa do Município de Cabeceiras de Basto que foi sede da extinta Freguesia de Refojos de Basto, freguesia que tinha 14,03 km² de área e 4 680 habitantes (2011), e, por isso, uma densidade populacional de 333,6 hab/km². 
A Freguesia de Refojos de Basto foi extinta em 2013, no âmbito de uma reforma administrativa nacional, tendo sido agregada às freguesias de Outeiro e Painzela, para formar uma nova freguesia denominada União das Freguesias de Refojos de Basto, Outeiro e Painzela da qual é a sede.
Refojos de Basto foi, até ao início do século XIX, cabeça do couto de Refojos de Basto. Era constituído pelas freguesias de Alvite, Outeiro, São Miguel de Refojos e Várzea Cova. Tinha, em 1801, 3 544 habitantes.
Era a freguesia-sede do município e a única a integrar a vila de Cabeceiras de Basto.[carece de fontes?]

## População
| População da freguesia de Refojos de Basto (1864 – 2011) | População da freguesia de Refojos de Basto (1864 – 2011) | População da freguesia de Refojos de Basto (1864 – 2011) | População da freguesia de Refojos de Basto (1864 – 2011) | População da freguesia de Refojos de Basto (1864 – 2011) | População da freguesia de Refojos de Basto (1864 – 2011) | População da freguesia de Refojos de Basto (1864 – 2011) | População da freguesia de Refojos de Basto (1864 – 2011) | População da freguesia de Refojos de Basto (1864 – 2011) | População da freguesia de Refojos de Basto (1864 – 2011) | População da freguesia de Refojos de Basto (1864 – 2011) | População da freguesia de Refojos de Basto (1864 – 2011) | População da freguesia de Refojos de Basto (1864 – 2011) | População da freguesia de Refojos de Basto (1864 – 2011) | População da freguesia de Refojos de Basto (1864 – 2011) |
| -------------------------------------------------------- | -------------------------------------------------------- | -------------------------------------------------------- | -------------------------------------------------------- | -------------------------------------------------------- | -------------------------------------------------------- | -------------------------------------------------------- | -------------------------------------------------------- | -------------------------------------------------------- | -------------------------------------------------------- | -------------------------------------------------------- | -------------------------------------------------------- | -------------------------------------------------------- | -------------------------------------------------------- | -------------------------------------------------------- |
| 1864                                                     | 1878                                                     | 1890                                                     | 1900                                                     | 1911                                                     | 1920                                                     | 1930                                                     | 1940                                                     | 1950                                                     | 1960                                                     | 1970                                                     | 1981                                                     | 1991                                                     | 2001                                                     | 2011                                                     |
| 2 842                                                    | 2 768                                                    | 2 862                                                    | 3 076                                                    | 3 407                                                    | 2 941                                                    | 2 999                                                    | 3 578                                                    | 3 987                                                    | 4 009                                                    | 3 450                                                    | 3 728                                                    | 3 153                                                    | 4 445                                                    | 4 680                                                    |

## Património
- Igreja e Sacristia do Convento de Refóios ou Mosteiro de São Miguel de Refojos de Basto
- Pelourinho de Cabeceiras de Basto ou Pelourinho de Refojos de Basto